# Raymond Tourrain
Raymond Tourrain est un homme politique français, né le 4 février 1924 à Larnod (Doubs) et mort le 10 février 2000. Membre de Rassemblement pour la République, il a été notamment député du Doubs de 1978 et 1981.

## Biographie
Résistant, il appartient au Groupe Guy Mocquet et au réseau Gilbert (réseau Franco Suisse)
En octobre 1944,il s'engage dans 1er DFL division Française libre à Royan
Après avoir quitté l'armée, il entre dans l'administration coloniale. 
Revenu en métropole, il commence alors une longue carrière professionnelle en tant qu'agent d'assurances. Il fonde en 1973 l'entreprise Protectas. Conseil en Assurances des Collectivités Locales.
En 1973, il est élu conseiller général du Doubs. Il le reste jusqu'en 1982. En 1978, il est élu député du Doubs sous l'étiquette RPR, mais il est battu en 1981 par le socialiste Joseph Pinard. Il est élu conseiller régional (1978-1981 et 1986-1992) et il siège au Parlement européen entre 1986 et 1989 dans le groupe Groupe du rassemblement des démocrates européens. Conseiller municipal de Besançon à partir de 1983, il est la tête de liste de la liste RPR-UDF lors des élections municipales de Besançon en 1989 mais il est battu par le maire sortant, Robert Schwint.

## Publications
- L'histoire du groupe Guy Mocquet, Amicale du groupe Guy Mocquet, 1974.
- De la défense de la France à la défense de l'Europe, Besançon, 1987[2].